# Freddie Blassie
Pour l’article homonyme, voir Michael Blassie.
Frederick Kenneth Blassman, né le 8 février 1918 à St Louis, Missouri, et mort le 2 juin 2003 à Hartsdale, New York, connu sous le nom de "Classy" Freddie Blassie est un catcheur professionnel et manager américain. Il est l'une des superstars les plus mémorables et les plus détestées de la WWE ce qui lui a valu le surnom de la "Fashion Plate" ou même du Vampire du catch professionnel. 

## Carrière dans la boxe
Freddie Blassie s'intéresse d'abord à la boxe et commence une carrière au Centre communautaire de Seward dans le Nebraska puis remporte le championnat poids lourd. Il se voit cependant contraint d'abandonner ce sport après une défaite contre un adversaire jugée due à ses bras trop courts. Il se dirige alors vers le catch. Il commence par assister régulièrement à des matches près de chez lui, après s'être fait remarquer par les athlètes, ceux-ci commencent à lui apprendre quelques prises et à l'entrainer. Il fait ensuite son premier match amateur à l'aide de ses entraineurs puis commence à combattre régulièrement pour des évènements locaux. Au début de la Seconde Guerre mondiale, il rejoint la Marine de guerre américaine et part en mission dans l'océan Pacifique pendant 42 mois.    

## Carrière dans le catch

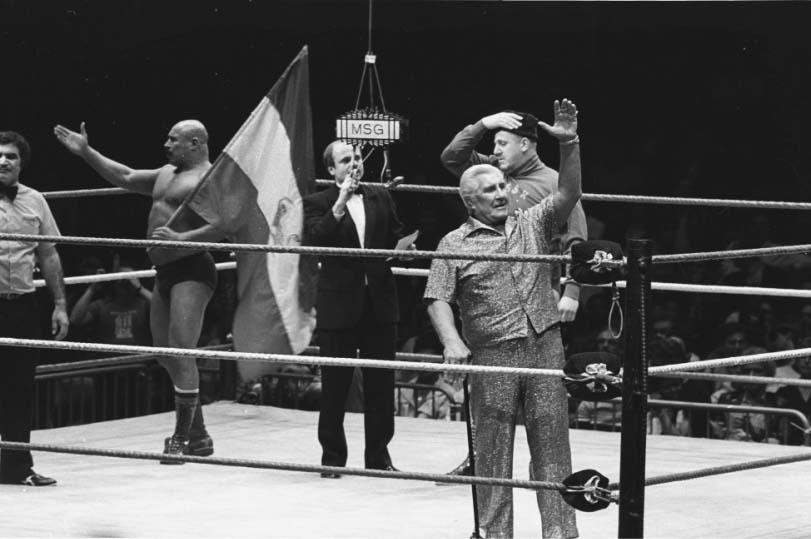
Freddie Blassie.

Après la Guerre, il commence sa carrière dans le catch professionnel dans le Midwest sous le nom de Sailor Fred Blassie. Au début, il n'était pas aimé du grand public, mais c'était avant qu'il ne se déplace jusque sur la côte ouest des États-Unis. En voyant son nombre de fans augmenter, il décide de jouer le rôle du méchant et sa stratégie fonctionne : plus il est grossier et plus il devient populaire. 
En 1952 il entre à la World Wrestling Association en Californie et fait équipe avec Billy McDaniel. Au départ, ils se font appeler les Frères McDaniel mais après être retournés dans l'est du pays, ils sont connus comme étant les Frères Blassie. L'année suivante, il travaille à Atlanta en Géorgie pour Paul Jones Sénior, lui aussi catcheur. Il remporte alors le championnat poids lourd de la National Wrestling Alliance du sud de la Géorgie. C'est cette année qu'il se voit nommé ''le Vampire''.
En 1960 il décide de retourner en Californie ; il y est si détesté qu'il est en permanence escorté par des agents de police mais cela ne l'empêche pas de remporter le titre de champion du monde poids lourd de la WWA après avoir battu Edouard Carpentier le "Flying Frenchman" le 12 juin 1961. Il défend ensuite ce titre le 7 juillet. Plus tard, il continue sa carrière au Japon où il rencontre Miyako Morozumi pendant un entraînement. En 1968, il décide, avec la bénédiction des parents de la jeune fille, d'emmener Miyako aux États-Unis où ils se marient le 30 septembre.  Il enchaîne ensuite les victoires et les défaites avant de décider de revenir dans le camp des "gentils" au début des années 1970. 
En 1974 il quitte la profession de catcheur pour devenir manager. Il multiplie ses apparitions à la télévision jusqu'à sa mort le 2 juin 2003. 

## Musique
En 1975 il fait la voix off de "Blassie, King of Men" et de "Pencil Neck Geek", deux chansons interprétées par Johnny Legend.

## Palmarès
- Championship Wrestling from Florida
  - 1 fois Champion poids-lourd du Sud de la NWA (version de Floride)
  - 1 fois Champion du monde par équipe de la NWA (version de Floride) - avec Tarzan Tyler

- Mid-South Sports
  - 1 fois Champion poids-lourd de Géorgie de la NWA
  - 17 fois Champion poids-lourd du Sud de la NWA (version de Géorgie)
  - 2 fois Champion du monde par équipe de la NWA (version de Géorgie) - avec Bill Blassie
  - 3 fois Champion international par équipe de la NWA (version de Géorgie) - avec Kurt von Brauner (1), Bob Shipp (1) et Eric Pederson (1)

- National Wrestling Alliance
  - 1 fois Champion du monde poids-lourd junior de la NWA
  - Hall of Fame (2011)

- NWA Mid-America
  - 1 fois Champion poids-lourd junior du Sud de la NWA

- NWA Mid-Pacific Promotions
  - 1 fois Champion poids-lourd du Nord-Américain de la NWA (Version de Hawaii)

- North American Wrestling Alliance
  - 1 fois Champion du monde poids lourd de la NAWA
  - 4 fois Champion poids-lourd d'Amérique de la NWA
  - 1 fois Champion par équipe d'Amérique de la NWA - avec Don Carson

- Worldwide Wrestling Associates
  - 4 fois Champion poids-lourd de la WWA
  - 2 fois Champion du monde par équipe de la WWA - avec  Mr. Moto (1) et Buddy Austin (1)
  - 3 fois Champion international par équipe de la télévision de la WWA - avec Mr. Moto (2) et Don Leo Jonathan (1)

- World Wrestling Federation
  - WWF Hall of Fame (1994)[7]